# Мартяшева, Наталия Дмитриевна
Наталия Дмитриевна Мартяшева (6 января 1988, Саратов — 8 июня 2011, Санкт-Петербург) — российская спортсменка, чемпионка XIII Летних Паралимпийских игр 2008 года по настольному теннису. Чемпионка Европы 2007 года (в команде). Победительница турниров German Open (2009), Slovakia Open (2009), Romania Open (2010).

## Биография
Родилась 6 января 1988 года в Саратове. Начала заниматься спортом в ДЮСАШ «Реабилитация и физкультура», затем — ДЮСШ «Риф». Тренировалась под руководством заслуженного тренера России Николая Николаевича Кирпичникова.
Окончила Институт филологии и журналистики Саратовского государственного университета им. Н. Г. Чернышевского по специальности «русский язык и литература».
Умерла 8 июня 2011 года в Санкт-Петербурге, похоронена на Елшанском кладбище в Саратове.
В 2013 году её именем был назван ежегодный всероссийский турнир по настольному теннису среди инвалидов с поражением опорно-двигательного аппарата. С 2014 года турнир проводится в рамках Кубка России.

## Награды
- Награждена орденом Дружбы[6].